# 埼玉B級ご当地グルメ王決定戦
埼玉B級ご当地グルメ王決定戦（さいたまびいきゅうごとうちグルメおうけっていせん）は、埼玉県が主催する埼玉県内のご当地グルメの人気を競う競技会である。

## 概要
埼玉県内のご当地グルメの魅力を全国に発信し、全国的なグルメ観光地としてブレイクすることを目指して開催されている大会で、県内のご当地グルメが一堂に会し、来場者の投票で順位を決定する。

## 開催地等
| 回数 | 開催日程         | 開催地                                              | 優勝                                       | 準優勝                                   | 第3位                                    | 第4位                                  | 第5位                                  |
| ---- | ---------------- | --------------------------------------------------- | ------------------------------------------ | ---------------------------------------- | ---------------------------------------- | -------------------------------------- | -------------------------------------- |
| 1    | 2007年11月11日   | 行田市 行田市産業文化会館前                         | 煮ぼうとう（深谷市）                       | ゼリーフライ（行田市）                   | フライ（行田市）                         | 雪くま（熊谷市）                       | 手打ちうどん（加須市）                 |
| 2    | 2008年5月3日-5日 | さいたま市 大宮ソニックシティイベント会場・鐘塚公園 | 豆腐ラーメン（さいたま市岩槻区・桜区）     | 煮ぼうとう（深谷市）                     | 雪くま（熊谷市）                         | すったて（比企郡川島町）               | ゼリーフライ（行田市）                 |
| 3    | 2008年11月24日   | 川口市 西川口駅西口中央通り                         | キューポラ定食（川口市）                   | 豆腐ラーメン（さいたま市岩槻区・桜区）   | 和楽備茶漬け（蕨市）                     | ソース焼うどん（鳩ヶ谷市）             | こしがや鴨ネギ鍋（越谷市）             |
| 4    | 2009年5月3日-4日 | さいたま市 大宮ソニックシティイベント会場・鐘塚公園 | 豆腐ラーメン（さいたま市岩槻区・桜区）     | 岩槻ねぎの塩焼きそば（さいたま市岩槻区） | すったて（比企郡川島町）                 | 煮ぼうとう（深谷市）                   | 雪くま（熊谷市）                       |
| 5    | 2009年11月14日   | 秩父市 秩父まつり会館前通り                         | みそポテト（秩父市）                       | つみっこ（本庄市）                       | おっきりこみ（秩父市）                   | はんのう味噌付けまんじゅう（飯能市）   | なめがわもつ煮（比企郡滑川町）         |
| 6    | 2010年5月3日-4日 | さいたま市 大宮ソニックシティイベント会場・鐘塚公園 | すったて（比企郡川島町）                   | こうのす川幅うどん（鴻巣市）             | 飯能すいーとん（飯能市）                 | 煮ぼうとう（深谷市）                   | とまとルンルン揚げ餃子（北本市）       |
| 7    | 2010年11月21日   | 加須市 加須はなさき水上公園                         | 加須市みんなで考えた肉味噌うどん（加須市） | 飯能すいーとん（飯能市）                 | 豆腐ラーメン（さいたま市岩槻区・桜区）   | こうのす川幅うどん（鴻巣市）           | かわじま呉汁（比企郡川島町）           |
| 8    | 2011年5月1日     | さいたま市 埼玉スタジアム2002公園                   | 草加小松菜チヂミバーガー（草加市）         | 豆腐ラーメン（さいたま市岩槻区・桜区）   | 岩槻ねぎの塩焼きそば（さいたま市岩槻区） | 狭山のさといもコロッケ（狭山市）       | 飯能すいーとん（飯能市）               |
| 9    | 2011年11月26日   | 北本市 北本総合公園                                 | 真っ赤な誘惑北本トマトカレー（北本市）     | こうのす川幅うどん（鴻巣市）             | 嵐山辛モツ焼そば（比企郡嵐山町）         | 豆腐ラーメン（さいたま市岩槻区・桜区） | 飯能すいーとん（飯能市）               |
| 10   | 2012年11月23日   | 草加市 綾瀬川左岸広場                               | 餃子入りパイタン高麗鍋（日高市）           | そうからあげ（草加市）                   | こうのす川幅うどん（鴻巣市）             | 武州深谷煮ぼうとう（深谷市）           | 元祖 八潮焼きそば（八潮市）            |
| 11   | 2013年10月13日   | 飯能市 飯能市役所駐車場・飯能市立富士見小学校校庭   | 飯能すいーとん（飯能市）                   | 飯能味噌付けまんじゅう（飯能市）         | 狭山のさといもコロッケ（狭山市）         | 高麗鍋（日高市）                       | 真っ赤な誘惑北本トマトカレー（北本市） |
| 12   | 2015年3月22日    | 草加市 綾瀬川左岸広場                               | こうのす川幅うどん（鴻巣市）               | 戦国ハーぶ〜丼（大里郡寄居町）           | 真っ赤な誘惑北本トマトカレー（北本市）   | 飯能すいーとん（飯能市）               | 嵐山辛モツ焼そば（比企郡嵐山町）       |